# Мали Градац
Мали Градац је насељено мјесто на подручју града Глине, Банија, Република Хрватска.

## Историја
Мали Градац се од распада Југославије до августа 1995. године налазио у Републици Српској Крајини.

## Култура
На мјесту данашње школске зграде постајао је православни парохијски храм Светог оца Николаја, саграђен 1830. године. У октобру 1941. године село и храм су запалиле усташе, а након рата 1947. године комунистичке власти су га у потпуности срушиле. На његовом мјесту је 1949. године изграђена сеоска школа. Била је то једнобродна грађевина, са високим звоником који се уздизао изнад њене фасаде.

## Становништво
На попису становништва 2011. године, Мали Градац је имао 143 становника.
| Националност       | 1991. | 1981. | 1971. | 1961. |
| Срби               | 386   | 416   | 559   | 638   |
| Југословени        | 1     | 20    | 7     | 3     |
| Хрвати             |       |       | 3     | 2     |
| Словенци           |       |       |       | 1     |
| остали и непознато | 4     | 6     | 1     |       |
| Укупно             | 391   | 442   | 570   | 644   |

| Демографија | Демографија | Демографија |
| Година      | Становника  | Становника  |
| ----------- | ----------- | ----------- |
| 1961.       | 644         |             |
| 1971.       | 570         |             |
| 1981.       | 442         |             |
| 1991.       | 391         |             |
| 2001.       | 166         |             |
| 2011.       |             | 143         |

## Попис 1991.
На попису становништва 1991. године, насељено место Мали Градац је имало 391 становника, следећег националног састава:
| Попис 1991.‍ | Попис 1991.‍ | Попис 1991.‍ | Попис 1991.‍ | Попис 1991.‍ |
| ----------- | ----------- | ----------- | ----------- | ----------- |
|             |             |             |             |             |
| Срби        | Срби        |             | 386         | 98,72%      |
| Југословени | Југословени |             | 1           | 0,25%       |
| непознато   | непознато   |             | 4           | 1,02%       |
| укупно: 391 |             |             |             |             |